# Ипатинга
Ипатинга (порт. Ipatinga) град је у Бразилу у савезној држави Минас Жераис. Према процени из 2007. у граду је живело 238.397 становника.

## Становништво
Према процени из 2007. у граду је живело 238.397 становника.
| 1991.   | 2000.   |
| ------- | ------- |
| 180,069 | 212,496 |

## Партнерски градови
- Суџоу